# Microinversor solar

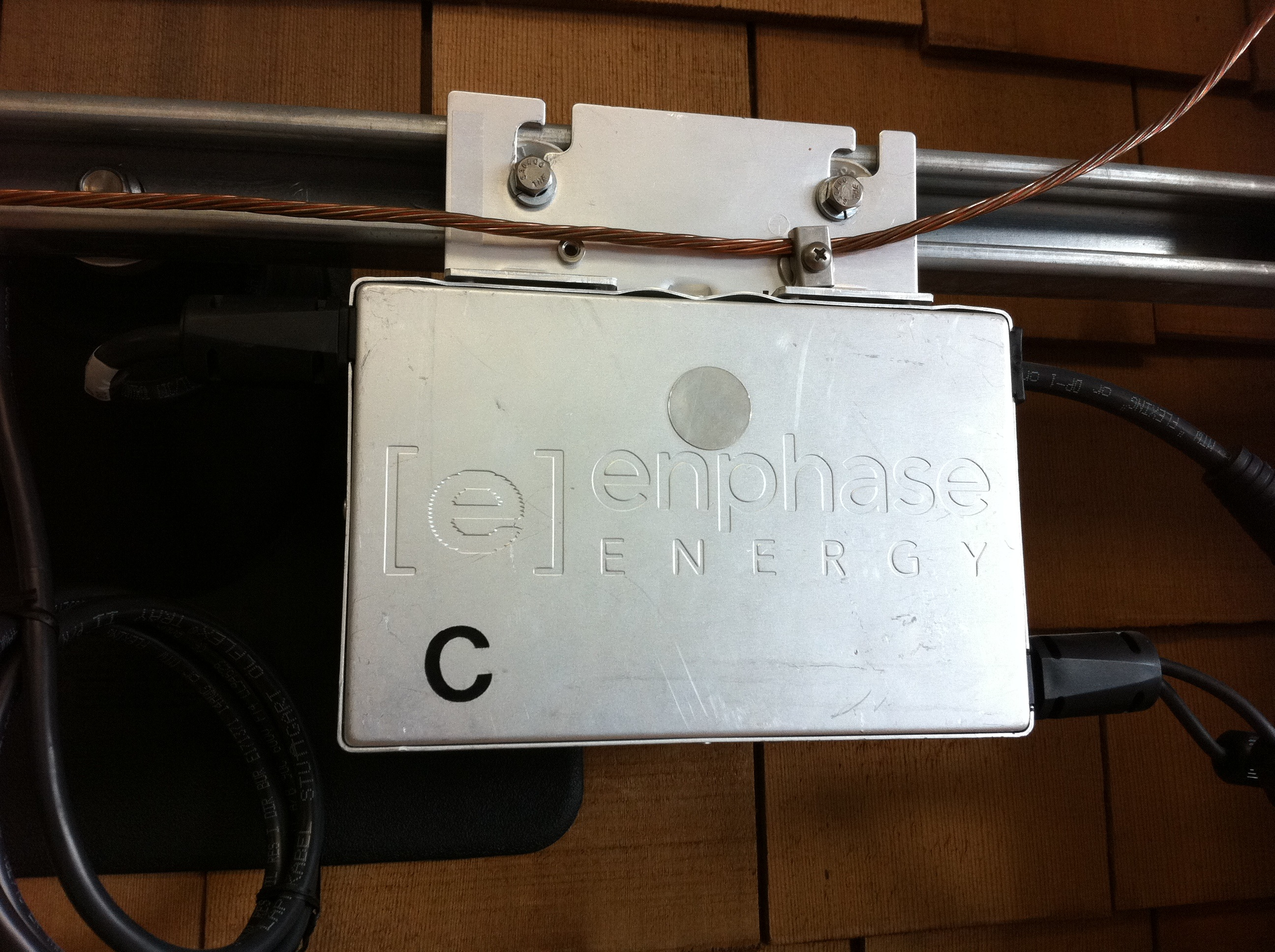
Un microinversor solar.

Un microinversor solar, o microinversor es un inversor fotovoltaico que convierte la corriente eléctrica (corriente continua) de uno o dos, dependiendo del fabricante, paneles solares a corriente alterna (AC).
Se suele combinar la salida de varios microinversores, para alimentar a la red eléctrica. Los microinversores contrastan con los inversores de cadena convencional o dispositivos de inversión central, que están conectados a múltiples paneles solares, debiéndose cambiar el inversor cuando se añade uno más paneles solares nuevos a la instalación inicial.
Los microinversores tienen varias ventajas sobre los inversores centrales convencionales. La principal ventaja es que cuando se presenta una pequeña cantidad de sombra, escombros o líneas de nieve sobre un mismo panel solar o si, incluso, ocurre un fallo completo de un panel, no se reduce de manera desproporcionada la producción de todo el conjunto. Cada microinversor recoge la cantidad de energía óptima mediante la realización del seguimiento del punto de máxima potencia para su panel conectado. También son fáciles de diseñar y almacenar, ya que normalmente hay un único modelo de convertidor que se puede utilizar con cualquier tamaño de matriz o conjunto y con una amplia variedad de paneles.
Los microinversores que aceptan la entrada de CC a partir de dos paneles solares, en lugar de uno, son un desarrollo reciente. Llevan a cabo el seguimiento del punto de máxima potencia de forma independiente en cada panel conectado. Esto reduce el coste del equipo y convierte a los sistemas fotovoltaicos basados en micro-inversores comparables en coste con el uso de los inversores de cadenas.